# Jacques Prévost
 (août 2025).
 (août 2025).
Pour les articles homonymes, voir Prévost.
Jacques Prévost (né à Pesmes ou à Gray vers 1500, mort après 1580) est un peintre, graveur et sculpteur franc-comtois du XVIe siècle.
Il est mentionné dès 1521 à Dijon, où il travaille aux décors de l'entrée de François Ier. En 1533, il est payé pour des travaux de verrerie au château de Beaumont, et est qualifié de peintre-verrier à Gray.